# 站前街道 (赤峰市)
站前街道，是中华人民共和国内蒙古自治区赤峰市红山区下辖的一个乡镇级行政单位。

## 行政区划
站前街道下辖以下地区：
昭乌达社区、松洲园社区、学院社区、二四三社区、迎宾桥社区、迎宾路社区、园丁社区、八一社区、铁北社区和站东社区。